# Docalidia thola
Docalidia thola är en insektsart som beskrevs av Nielson 1982. Docalidia thola ingår i släktet Docalidia och familjen dvärgstritar. Inga underarter finns listade i Catalogue of Life.